# Linux on z Systems
Linux on z Systems (früher Linux on System z, auch zLinux, z/Linux) ist eine Portierung von Linux auf die IBM Großrechner-Plattform z Systems und LinuxONE. Diese Implementierung zeichnet sich durch ihre 64-Bit-Architektur aus. Linuxversionen für die ältere Hardwarearchitektur S/390 mit 31-Bit Adressierung werden als Linux390 oder auch Linux for S/390 bezeichnet.

## Geschichte
Die Portierung von z/Linux wurde ab 1998 zunächst in zwei voneinander unabhängigen Projekten durchgeführt. Das von Linas Vepstas initiierte Projekt Bigfoot Linux und das vom Marist College (Poughkeepsie, NY) als Linux on VM port. Beide Projekte wurden später eingestellt.
Am 18. Dezember 1999 veröffentlicht IBM die selbst entwickelten Anpassungen des Quelltexts für den Linux-Kernel basierend auf Version 2.2.13. Daneben werden auch Änderungen für weitere wichtige Linux Pakete, wie zum Beispiel Glibc oder Bootloader, zur Verfügung gestellt. Die Portierung ist direkt auf der S/390-Hardware, als auch in einer LPAR oder als virtuelle Maschine unter z/VM lauffähig.
Heute sind eine Reihe von nicht kommerziellen (z. B. Debian, CentOS) und kommerziellen Linux-Distributionen (z. B. Red Hat Enterprise Linux, Novell SUSE Linux Enterprise Server, ubuntu 16.04 LTS) für System z verfügbar.

## Hardware
z/Linux läuft auf der IBM System z Hardware in einer oder mehreren LPARs oder als virtuelle Maschine unter z/VM. Die 31-Bit-Variante, die noch für S/390-Hardware geschrieben worden war, kann auf dieser auch ohne LPAR-Virtualisierung laufen. Auf Maschinen der 64-Bit-fähigen ESAME-Architektur ist der LPAR-Hypervisor nicht mehr abschaltbar.
Zur Reduzierung der Softwarelizenzkosten anderer, im selben System eingesetzter Betriebssysteme entwickelte IBM einen Spezialprozessor Integrated Facility for Linux, auf dem ausschließlich die Betriebssysteme Linux und z/VM ausgeführt werden können.
Eine zusätzliche Besonderheit stellen die HiperSockets dar. Damit können mehrere Server innerhalb des gleichen Rechners miteinander kommunizieren, ohne auf ein externes, physisches Netzwerk zurückgreifen zu müssen.